# Assa Abloy
O grupo ASSA ABLOY é líder mundial na fabricação de sistemas para abertura de portas, controles de acesso e portas de segurança. Foi fundada em 1994 através da fusão da ASSA na Suécia e Abloy na Finlândia. Desde de então a ASSA ABLOY passou de uma empresa regional, a um grupo internacional com operações em mais de 70 países, 46.000 funcionários e vendas anuais de US$ 8 bilhões. Sua sede global está situada em Estocolmo, e é uma das empresas suecas que fazem parte do OMX-S30, o índice da Bolsa de Estocolmo.

## Organização
O grupo Assa Abloy tem cinco sub-divisões pelo mundo, sendo: EMEA, Américas, Asia-Pacific, Global Technologies e Entrance Systems.
- A divisão EMEA opera na Europa, Oriente Médio e Africa. Exemplos de marcas são: ABLOY, ASSA, IKON, TESA, Yale e Vachette. O headquarter da divisão está sediada em Londres (Grã-Bretanha).
- A divisão Americas opera na América do Norte e na América do Sul. Exemplos de marcas são: Yale, Corbin Russwin, Curries, Emtek, Medeco, Phillips, SARGENT, La Fonte e Papaiz. O headquarter da divisão está sediada em New Haven (Connecticut, USA).
- A divisão Asia-Pacific opera na Asia e na Oceania. Exemplos de marcas são: Lockwood, Guli, Wangli, Baodean, Tianming, Shenfei, Interlock e iRevo. O headquarter da divisão está sediada em Hong Kong (China).
- A divisão Global Technologies opera em nível global em duas unidades de negócio:
  - A unidade HID Global produz e comercializa produtos eletrônicos para controle de acesso, emissão segura de cartões e tecnologia de identificação.
  - A unidade ASSA ABLOY Hospitality produz, distribui e se ocupa da assistência técnica de fechaduras eletrônicas e software para hotéis e navios de cruzeiros. Exemplos de marcas são: HID, Fargo, Elsafe e VingCard.
- A divisão Entrance Systems opera em nível global. Esta divisão produz, distribui e se ocupa da assistência técnica de portas automáticas. Exemplos de marcas são: Besam, EntreMatic e Ditec. O headquarter da divisão está sediada em Landskrona (Suécia).

## ASSA ABLOY no Brasil
No Brasil, além das marcas nacionais, as empresas disponibilizam o acesso às mais avançadas tecnologias referentes à segurança, seja para aplicação em seus produtos ou através de produtos das outras marcas Assa Abloy, comercializadas pelo mundo.
- Assa Abloy Hospitality Brasil - Vingcard/ Elsafe São Paulo
- HID do Brasil[5] - São Paulo
- Assa Abloy Brasil[5] - São Paulo
- Assa Abloy Papaiz - Sorocaba

### Marcas brasileiras
- La Fonte - fechaduras e barras antipânico
- Papaiz - fechaduras e cadeados
- Silvana - fechaduras e ferragens
- Udinese - componentes para esquadrias
- Metalika - portas corta-fogo
- VAULT - blindagens e segurança eletrônica

## ASSA ABLOY em Portugal
A Assa Abloy Portugal disponibiliza o acesso às mais avançadas tecnologias referentes à segurança.
- ASSA ABLOY Hospitality Ibérica[6] - Charneca da Caparica
- ASSA ABLOY Portugal[6] - Amadora